# Kiera Chaplin
Kiera Sunshine Chaplin (Belfast, 1º luglio 1982) è un'attrice e modella britannica, nipote di Charlie Chaplin e pronipote di Eugene O'Neill.

## Biografia
Figlia maggiore di Eugene Chaplin e Bernadette. Cresce, come il padre, a Corsier-sur-Vevey, in Svizzera, fino a quando i suoi genitori non divorziano a metà degli anni '90, per poi spostarsi a Parigi dove viene scritturata dall'agenzia NEXT Model Management.
Nella sua carriera da modella ha sfilato per Lancetti, posato per i marchi Giorgio Armani, Callaghan, Rocco Barocco, Tommy Hilfiger, Walter Steiger e le copertine di Photo, Vogue, Vanity Style, Harper's Bazaar, ES Magazine, Variety, Night. Ha posato nel 2002 al Calendario Pirelli fotografata da Peter Lindbergh.

Parallelamente alla carriera da modella è anche attrice e produttrice cinematografica, partecipando alle produzioni filmiche hollywoodiane di Limelight Productions, dal nome dell'ultimo film del nonno.

Come attrice ha preso parte ai film L'importanza di chiamarsi Ernest (2002), Aimee Semple McPherson (2006) e Interno giorno (2011).

## Filmografia
- Absolument fabuleux, regia di Gabriel Aghion (2001)
- The Year That Trembled, regia di Jay Craven (2002)
- L'importanza di chiamarsi Ernest (The Importance of Being Earnest ), regia di Oliver Parker (2002)
- Yatna, regia di Rajshree Ojha (2005)
- Aimee Semple McPherson, regia di Richard Rossi (2006)
- Chaurahen, regia di Rajshree Ojha (2007)
- Japan, regia di Fabien Pruvot (2008)
- Interno giorno, regia di Tommaso Rossellini (2011)